# Segarra

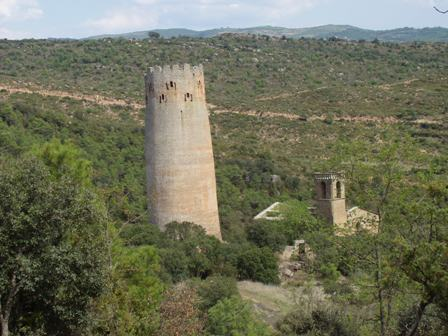
Torre de Vallferosa i grevskapet Segarra.

Segarra är ett grevskap, comarca, i centrala Katalonien, i Spanien. Huvudstaden heter Cervera, med 9212 innevånare 2013. Segarra var innan den nya uppdelningen av comarquer ett betydligt större område än idag.

## Kommuner
Segarra är uppdelat i 21 kommuner, municipis. 

- Biosca
- Cervera
- Estaràs
- Granyanella
- Granyena de Segarra
- Guissona
- Ivorra
- Massoteres
- Montoliu de Segarra
- Montornès de Segarra
- Les Oluges
- Els Plans de Sió
- Ribera d'Ondara
- Sanaüja
- Sant Guim de Freixenet
- Sant Guim de la Plana
- Sant Ramon
- Talavera
- Tarroja de Segarra
- Torà
- Torrefeta i Florejacs